# 商戰
商戰指圍繞商業市場上競爭的小说題材、电影類型或戲劇類型，內容多涉及上市公司、收購合併、權力鬥爭、法律糾紛及诉讼。

## 作品列表

### 荷里活
- 《抢钱大作战》（Boiler Room）
- 《安隆風暴》(Enron: The Smartest Guys in the Room)
- 《社交网络 (电影)》 (The Social Network)
- 《矽谷大盜》(Pirates of Silicon Valley)

### 中國大陸
- 《西伯利亞風雲》
- 《最佳嫌疑人》
- 《夢醒黃金城》
- 《创业时代》
- 《中國合夥人》
- 《商战风云》
- 《城中之城》

### 香港
- 《雞同鴨講》
- 《食神》
- 《98古惑仔：龍爭虎鬥》
- 《縱橫四海》
- 《天地男儿》
- 《创世纪》
- 《再創世紀》
- 《岁月风云》
- 《名门暗战》
- 《富贵门》
- 《大时代》
- 《酒店风云》
- 《绝代商骄》
- 《流金岁月》
- 《天地豪情》

### 台灣
- 《聖人大盜》